# برین اسپرینگز (میشیگان)
برین اسپرینگز (به انگلیسی: Berrien Springs) یک روستا در ایالات متحده آمریکا است که در شهرستان برین، میشیگان واقع شده‌است. برین اسپرینگز ۲٫۶۴ کیلومتر مربع مساحت و ۱٬۸۰۰ نفر جمعیت دارد و ۲۰۵ متر بالاتر از سطح دریا واقع شده‌است.